# فريديريك بوريل
فريديريك بوريل (بالفرنسية: Frédéric Borel)‏ هو مهندس معماري فرنسي، ولد في 17 نوفمبر 1958 في روآن في فرنسا.